# Holubivka, Nikopol
Holubivka (în ucraineană Голубівка) este un sat în comuna Krînîciuvate din raionul Nikopol, regiunea Dnipropetrovsk, Ucraina.

## Demografie
Componența lingvistică a localității Holubivka
     Ucraineană (86,49%)
     Rusă (13,51%)
Conform recensământului din 2001, majoritatea populației localității Holubivka era vorbitoare de ucraineană (86,49%), existând în minoritate și vorbitori de rusă (13,51%).